# Daimler Majestic Major
Der Majestic Major (werksinterne Bezeichnung: DQ450) ist ein Fahrzeugmodell der Daimler Motor Company, das von 1960 bis 1968 gebaut wurde. Er ist eng mit dem Daimler Majestic von 1958 verwandt, von dem er sich durch einen größeren und leistungsstärkeren Motor sowie Karosserieretuschen unterscheidet. Der Majestic Major gilt als „der letzte wahre Daimler“, der keine Verwandtschaft mit zeitgenössischen Jaguar-Modellen hat. Von ihm ist die Repräsentationslimousine Daimler DR450 abgeleitet.

## Entstehungsgeschichte
Die 1896 gegründete Daimler Motor Company war in der ersten Hälfte des 20. Jahrhunderts einer der exklusivsten britischen Automobilhersteller. Das seit 1910 zur Birmingham Small Arms Company (BSA) gehörende Unternehmen lieferte regelmäßig Fahrzeuge für das britische Königshaus. Die Stellung des Unternehmens änderte sich nach dem Ende des Zweiten Weltkriegs. Insbesondere durch das extrovertierte Verhalten von Lady Norah Docker, der Frau des BSA-Direktors Bernard Docker, verlor die Marke an Reputation, und die Marktanteile gingen im Vergleich zu Bentley und Rolls-Royce im Laufe der 1950er-Jahre immer weiter zurück. Daimler versuchte zunächst, mit den Modellen Consort und Conquest preisgünstigere Marktsegmente zu bedienen, blieb dabei aber erfolglos. Die 1958 vorgestellte Limousine Majestic sollte Daimlers Position in der Oberklasse stärken, konnte die in wirtschaftliche Schwierigkeiten geratene Marke aber nicht retten. 1960 verkaufte BSA die Daimler Motor Company an Jaguar. Der Majestic Major, eine weiterentwickelte Version des Majestic, war der erste Daimler, der während Zugehörigkeit zu Jaguar erschien, und zugleich der letzte, der keine Jaguar-Technik verwendet. Markenenthusiasten halten ihn daher für „den letzten wahren Daimler“.
Der Majestic und der Majestic Major wurden von 1960 bis 1962 nebeneinander produziert; danach gab es nur noch den Majestic Major. Er nahm im Jaguar-Daimler-Verband die Rolle des Spitzenmodells ein. Der Majestic Major war oberhalb des Daimler 250 V8 positioniert, der seinerseits eine teurere Variante des Jaguar Mark II war.

## Modellbeschreibung

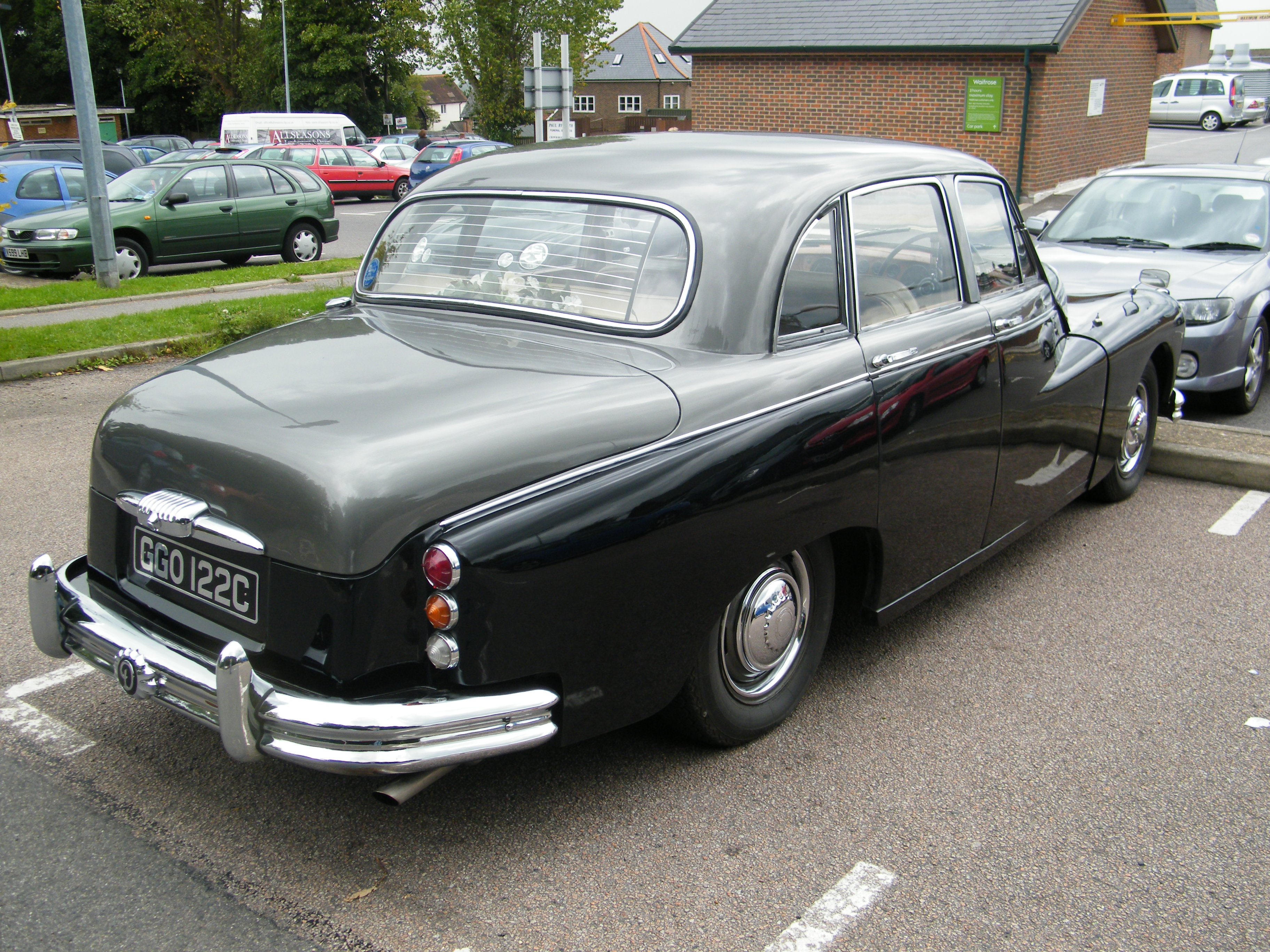
Verlängerter Kofferraum: Majestic Major

Der Majestic Major ist eine fünfsitzige Luxuslimousine, die eng mit dem zwei Jahre älteren Daimler Majestic verwandt ist.

### Chassis und Fahrwerk
Beim Majestic und beim Majestic Major stimmen der Kastenrahmen und das Fahrwerk überein. Hier wie dort sind vorderen Räder einzeln aufgehängt, und hinten ist jeweils eine Starrachse mit Blattfedern eingebaut. An allen vier Rädern gibt es servounterstützte Scheibenbremsen von Dunlop.

### Karosserie
Auch die von Carbodies in Coventry gelieferte Karosserie des Majestic Major entspricht weitgehend der des Majestic. Äußere Unterscheidungsmerkmale sind ein längerer hinterer Überhang, der aus einem verlängerten Kofferraum resultiert, und zusätzliche runde, mit einem V verkleidete Lufteinlassöffnungen in der Frontmaske. Im Innenraum wird das gleiche Armaturenbrett verwendet wie im Majestic, allerdings fehlen beim Majestic Major die Chromumrandungen der Armaturen.

### Motor und Kraftübertragung
Die Motorisierung des Majestic Major ist dagegen eigenständig. Während der Major von 1958 noch von einem Reihensechszylinder-Motor mit 3,8 Litern Hubraum angetrieben wird, hat der Majestic Major einen von Edward Turner konstruierten Achtzylinder-V-Motor mit 4,6 Litern (4561 cm³) Hubraum. In der Grundkonstruktion ähnelt er dem Achtzylinder, der 1959 im Sportwagen Daimler SP250 vorgestellt wurde. Daimler gab die Motorleistung der 4,6-Liter-Version mit 220 bhp (164 kW, 223 PS) an. Viele Quellen gehen allerdings davon aus, dass die wirkliche Leistung des Motors deutlich höher ist als diese Angabe. Selbst unter Zugrundelegung der Werksangaben war der 4,6-Liter-Achtzylinder der stärkste Motor, den Daimler jemals in einem PKW anbot.  Die Kraftübertragung erfolgt serienmäßig über eine Dreigangautomatik von BorgWarner.

### Fahrleistungen
Dank des leistungsfähigen Motors und der exzellenten Straßenlage war der Majestic Major trotz seines sehr hohen Gewichts auch für ambitionierte Fahrer interessant. In einem Test im Jahre 1961 lief der Wagen 196,8 km/h schnell und beschleunigte in 9,7 Sekunden von 0 auf 60 mph (97 km/h). Die britische Presse hob zu Beginn der 1960er-Jahre hervor, dass der Majestic Major schneller war als die gleich großen Limousinen von Jaguar und Mercedes-Benz.

## Produktion
Der Majestic Major wurde im Oktober 1960 auf der Earls Court Motor Show in London öffentlich vorgestellt. Die Produktion begann im November 1960. Bei der Markteinführung kostete das Auto 2.500 £. Bis zur Produktionseinstellung 1968 entstanden insgesamt 1180 Fahrzeuge.

## Daimler DR450

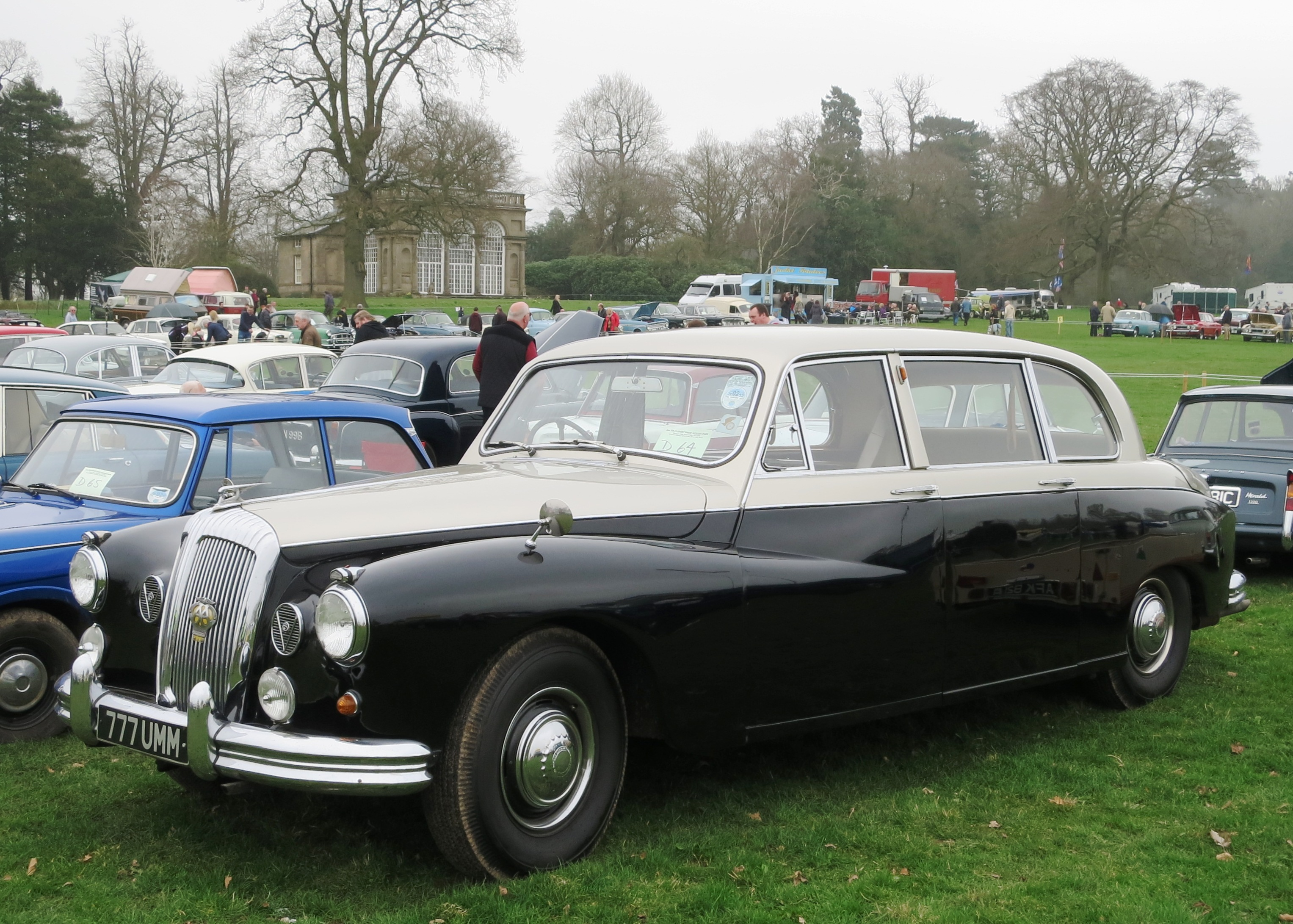
Daimler DR 450 Limousine

1961 führte Daimler – bereits unter Jaguar-Leitung –  mit dem DR 450 eine um 600 mm verlängerte Version des Majestic Major ein, die als Chauffeur- und Repräsentationslimousine dienen sollte und den bisherigen DK 400 ersetzte. Der Entwurf kam von Motor Panels, einem Spezialbetrieb, der in erster Linie LKW-Fahrerhäuser herstellte. Der DR 450 konkurrierte mit dem Rolls-Royce Phantom V und der optisch und technisch veralteten Vanden Plas Princess 4 Litre Limousine. Im Vergleich zu ihnen war der DR 450 das mit Abstand stärkste und schnellste Auto. Er wurde bei seiner Präsentation für 3.300 £ angeboten, was einem Drittel des Preises eines Phantom V entsprach. Bis 1968 entstanden 864 Exemplare des DR 450. Die meisten von ihnen wurden an Autovermieter sowie an Bestattungsunternehmen verkauft. Nachfolger war der auf Jaguar-Technik basierende Daimler DS420.
Das Fahrgestell des DR 450 wurde vielfach als Grundlage für Sonderaufbauten verwendet. Karosseriehersteller wie Startin in Birmingham oder Woodall Nicholson in Halifax bauten mehrere Dutzend Bestattungsfahrzeuge auf dem DR-450-Fahrgestell.